# Erupcja Eyjafjallajökull w 2010 roku
Erupcja wulkanu Eyjafjallajökull (wym. [ˈei.jaˌfjatl.aˌjœ.kʏtl]ⓘ) – seria wybuchów wulkanu zlokalizowanego w okolicy i pod niewielkim lodowcem Eyjafjallajökull w południowej Islandii, która miała miejsce w 2010 roku. Po kwietniowej erupcji, powstała chmura pyłów nad Europą, co spowodowało zamknięcie przestrzeni powietrznej w większości krajów kontynentu.
Poprzednie erupcje Eyjafjallajökull w ciągu ostatnich 1100 lat miały miejsce w latach 920, 1612 i 1821–1823.

## Pierwszy wybuch

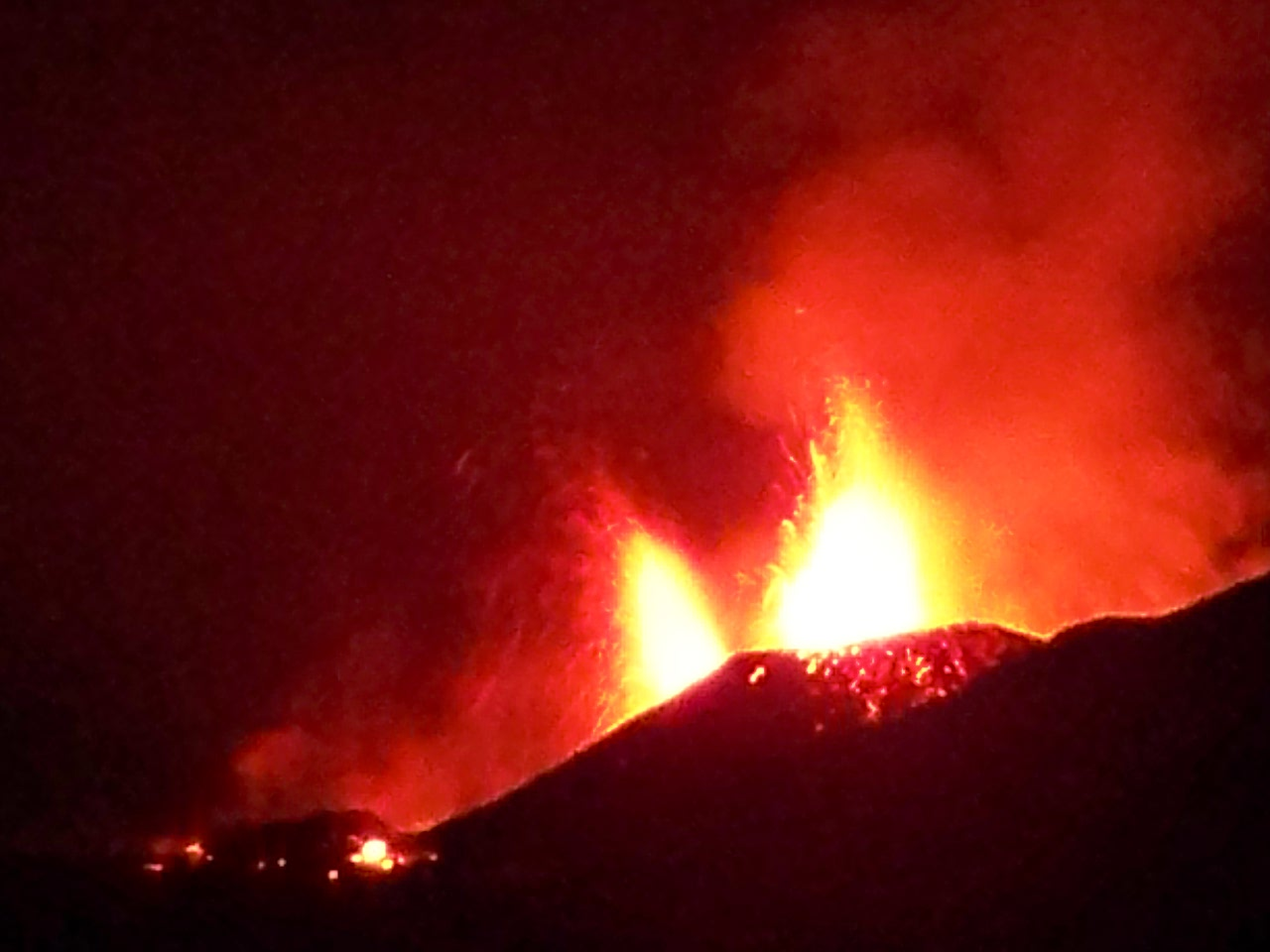
Zdjęcie wybuchu 25 marca 2010

Aktywność sejsmiczna pod lodowcem Eyjafjallajökull (Eyjafjallajoekull) rozpoczęła się pod koniec grudnia 2009 i przejawiła się jako tysiące drobnych trzęsień ziemi o natężeniu 1–2 stopni. 26 lutego 2010 Islandzki Instytut Meteorologiczny za pomocą przyrządów GPS zlokalizowanych w okolicach Þorvaldseyri około 15 kilometrów na południowy wschód od miejsca wybuchu określił, że doszło do przemieszczenia się skorupy ziemskiej o 3 cm w kierunku południowym, z czego 1 cm przemieszczenia miał miejsce w przeciągu ostatnich czterech dni. Ta aktywność sejsmiczna została wywołana przez ciśnienie powstające przy przesuwaniu się magmy spod skorupy ziemskiej do komory wulkanu. Nasilenie się aktywności sejsmicznej nastąpiło pomiędzy 3 i 5 marca. W okresie tym zarejestrowano około 3 tysięcy drobnych, odczuwalnych w okolicznych miastach trzęsień ziemi o nasileniu około 2 stopni.
Ostatecznie erupcja wulkanu Eyjafjallajökull nastąpiła 20 marca 2010. Szczelina wulkaniczna miała około 500 m długości, przebieg z północnego wschodu na południowy zachód. Od 10 do 12 zlokalizowanych na jej linii kominów wulkanicznych wyrzucało lawę oliwinowo-bazaltową o temperaturze około 1000 °C na wysokość do 150 m. Druga szczelina powstała 31 marca około 200 m na północny zachód od pierwszej. Ma ona około 300 m długości, a wydobywająca się lawa płynęła do kanionu Hvannárgil. Nie zarejestrowano przy jej powstaniu żadnej aktywności sejsmicznej ani też przesunięcia skorupy. Obie szczeliny miały ten sam komin wulkaniczny.

## Drugi wybuch
We wczesnych godzinach porannych 14 kwietnia władze Islandii zarządziły ewakuację wsi i farm w pobliżu wulkanu Eyjafjallajökull z powodu nagłego wezbrania okolicznych strumieni i rzek. Wzrost poziomu i temperatury wody spowodowany erupcją wulkaniczną pod lodowcem doprowadził do powodzi zwanych jökulhlaup. Po zetknięciu się lawy o temperaturze 1200 °C z dnem lodowca o grubości 200 m, ten zaczął szybko parować, wytwarzając chmurę, składającą się głównie z pary wodnej i mikroskopijnej wielkości cząsteczek szkła, które zagrażają bezpieczeństwu samolotów odrzutowych.

### Konsekwencje

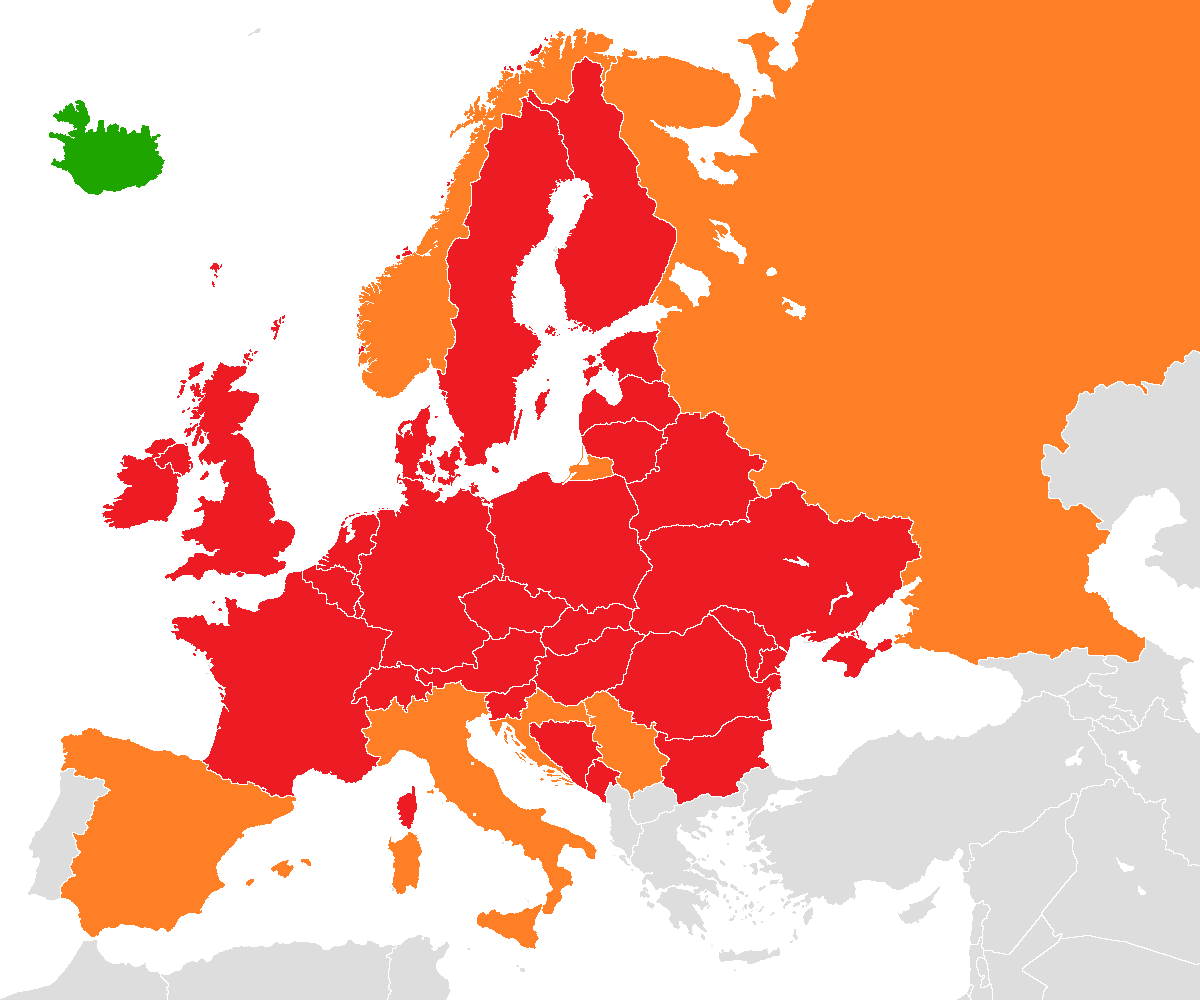
Przestrzeń powietrzna zamknięta częściowo (pomarańczowy) i całkowicie (czerwony) 18 kwietnia 2010

Wybuch doprowadził do emisji do atmosfery chmury pyłów wulkanicznych, która spowodowała zakłócenia lotów na terenie całej północnej Europy. Loty z głównych lotnisk zostały zawieszone 15 kwietnia 2010 w Belgii, Czechach, Danii, Estonii, Finlandii, Francji, Islandii, Hiszpanii, Holandii, na Litwie, na Łotwie, w Niemczech, Norwegii, Irlandii, Rosji, Szwecji i Wielkiej Brytanii.
15 kwietnia od godziny 20:00 CEST Polska zamknęła strefę powietrzną nad północną częścią kraju. 16 kwietnia od 8:00 zamknięto przestrzeń powietrzną nad Polską centralną i południowo-zachodnią, a o 12:00 lotnisko w Krakowie. Wieczorem po wyłączeniu lotniska w Rzeszowie, zamknięta została cała przestrzeń powietrzna nad Polską. Wykonywane mogły być tylko loty na małej wysokości, poniżej podstawy chmury pyłu wulkanicznego (ok. 6 km).
16 kwietnia zamknięto część lub całość przestrzeni powietrznej w kolejnych krajach europejskich: Austrii, Mołdawii, na Słowacji, w Szwajcarii, na Węgrzech i we Włoszech.
17 kwietnia zamknięto przestrzeń powietrzną nad Bośnią i Hercegowiną, Chorwacją, Czarnogórą, Rumunią i Serbią.
Międzynarodowe Zrzeszenie Przewoźników Powietrznych oszacowało, że światowe linie lotnicze poniosły w związku z erupcją i odwołaniem lotów straty rzędu 200 mln USD dziennie. 16 kwietnia w europejskiej przestrzeni powietrznej odbyło się 11 659 lotów z planowanych 28 597, 17 kwietnia było to 4886 z 22 653, 18 kwietnia 4000 z 24 965.
Ograniczenia w ruchu lotniczym miały szczególnie istotne znaczenie dla Polski, gdyż były oficjalnym powodem odwołania wielu wizyt delegacji zagranicznych udających się na odbywające się w dniach 17–18 kwietnia uroczystości pogrzebowe pary prezydenckiej Lecha i Marii Kaczyńskich.

## Dalsze wybuchy

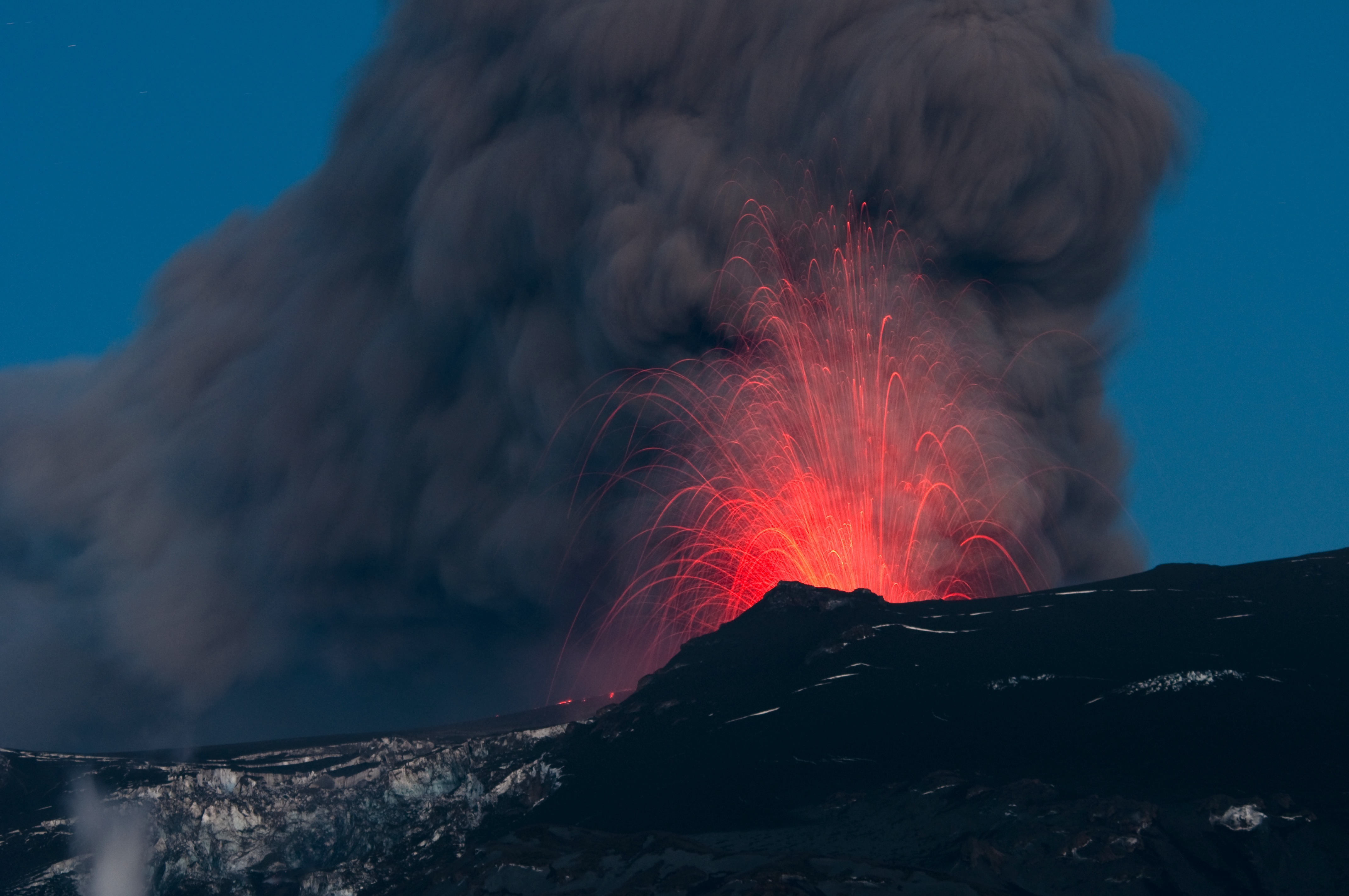
Erupcja widziana z Þórólfsfell 10 maja 2010

Na początku maja 2010 aktywność wulkanu stopniowo się zmniejszyła z 400 do 50 ton pyłu na sekundę. Naukowcy jednak spodziewali się erupcji jego znacznie większego sąsiada – wulkanu Katla. Wcześniej następowała ona po wszystkich trzech udokumentowanych erupcjach Eyjafjallajökull. Ostatni wybuch Katli miał miejsce w 1918 roku. Od 21 maja 2010, wulkan emitował jedynie parę wodną i gazy. Nie odnotowano emisji świeżego pyłu. Po 10 dniach wulkan uznano za drzemiący. Aktywność sejsmiczna także się zmniejszyła.